# Zsolt Durkó

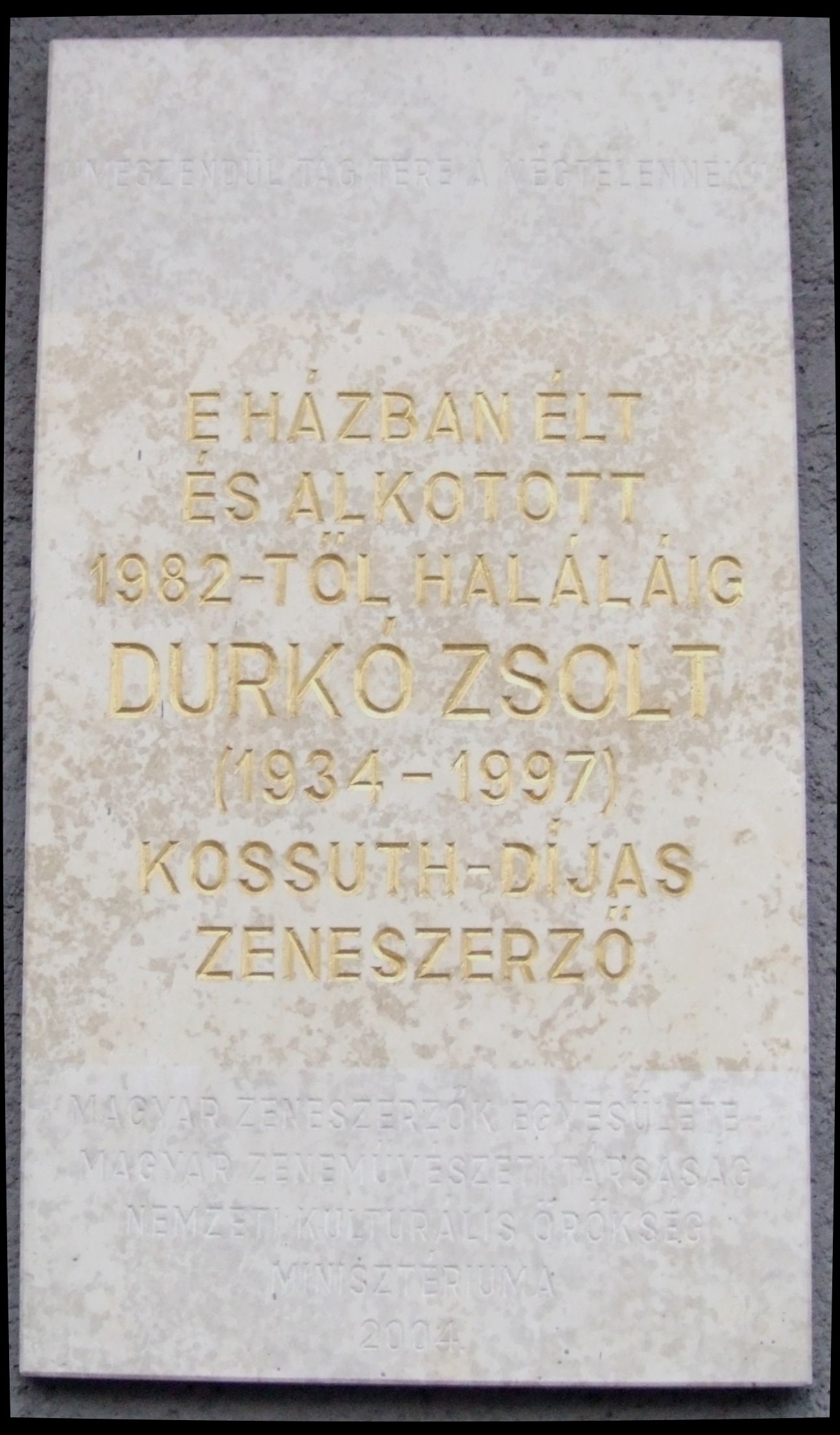
Gedenktafel, 103 Attila út, Budapest

Zsolt Durkó (* 10. April 1934 in Szeged; † 2. April 1997 in Budapest) war ein ungarischer Komponist.

## Leben
Er war von 1955 bis 1960 an der Franz-Liszt-Musikakademie in Budapest Schüler von Ferenc Farkas und studierte 1962 und 1963 bei Goffredo Petrassi an der Accademia Nazionale di Santa Cecilia in Rom. Mit seinen Episoden über das Thema BACH erhielt er 1963 den Großen Preis der Akademie. Seitdem lebte er als freischaffender Komponist in Budapest.
Durkó komponierte neben einer Oper Orchesterstücke, kammermusikalische Werke, Orgelstücke, Kantaten und ein Oratorium. Seine Werke wurden mit großem nationalem und internationalem Erfolg aufgeführt, und Durko erhielt u. a. den Erkel-Preis (1968 und 1975), den Kossuth-Preis (1978), den Béla-Bartók-Ditta-Pásztory-Preis (1985 und 1997) und den László-Lajtha-Preis (1997). Beim International Rostrum of Composers der UNESCO 1975 in Paris wurde er Distinguished Composition of the Year.
Zsolt Durkó lebte ab 1982 in dem Wohnhaus 103 Attila út in Budapest.

## Werke
- Elf Stücke für Streichquartett, Editio Musica, Budapest, 1962 OCLC 724178051
- Episoden auf das Thema B-A-C-H für Orchester, 1962/63 OCLC 724177948
- Organismi für Violine und Orchester, komponiert 1964, Editio Musica, Budapest, 1968 OCLC 767617311
- Psicogramma für Klavier, Editio Musica, 1965, eingespielt von Péter Solymos beim Label Hungaroton OCLC 25346257
- Fioriture für Orchester, 1966 OCLC 906063773 Das Werk wurde vom Kammerorchester des Ungarischen Rundfunks beim Label Hungaroton eingespielt.
- Streichquartett Nr. 1, komponiert 1966, Editio Musica, Budapest, 1968 OCLC 724178134 Boosey and Hawkes, New York, 1968 OCLC 767617333I Calma II Cadanza libera, eingespielt vom Bartók Quartett beim Label Hungaroton OCLC 25346257
- Dartmouth concerto für Sopran und Kammerorchester, Text: John Masefield, komponiert 1966, uraufgeführt am 12. Juli 1967 im Hopkins Center for the Arts am Dartmouth College mit der Sopranistin Joy Blackett und dem Dartmouth Symphony Orchestra unter der Leitung von Mario di Bonaventura OCLC 939162530, OCLC 165621990
- Altamira, Kantate für zwölfstimmigen, gemischten Chor und Orchester, komponiert 1968, Editio Musica, Budapest, 1972 OCLC 767617348
- Symbols für Horn und Klavier, Boosey & Hawkes, London, New York, 1968/69 OCLC 999607591, eingespielt vom Hornisten Ferenc Tarjáni (1938–2017) und dem Pianisten Ádám Fellegi beim Label Hungaroton
- Streichquartett Nr. 2, komponiert 1969, eingespielt 1972 vom Kodály Quartet beim Label Hungaroton OCLC 899893295, Editio Musica, Budapest, 1978 OCLC 1036433215
- Ungarische Rhapsodie für zwei B-Klarinetten und Orchester, Editio Musica, Budapest, 1969 OCLC 724178008 Eingespielt von den Klarinettisten Tibor Dittrich und Béla Kovács mit dem Ungarischen Rundfunk- und Fernsehsinfonieorchester unter der Leitung von György Lehel beim Label Hungaroton OCLC 25346257
- Blechbläserquartett für zwei Trompeten, Posaune und Tuba oder zweite Posaune, Editio Musica, Budapest, 1970 OCLC 889671282
- Ikonographie Nr. 1 für zwei Bassviolen und Cembalo oder zwei Violoncelli und Klavier, komponiert 1970 OCLC 7941752
- Improvisationen für Holzbläserquintett, für Flöte mit Piccoloflöte, Oboe, Klarinette, Horn und Fagott, Editio Musica/Boosey & Hawkes, 1970 OCLC 1124104341
- Ballade für Jugend- oder Amateurorchester, komponiert, 1970 OCLC 725205101, Editio Musica, Budapest, 1973 OCLC 8183140
- Fire Music [Feuermusik] für Kammerensemble, Boosey & Hawkes Musikverlag, Berlin, 1970/1971 OCLC 725460129
- Colloides für Kammerensemble, Editio Musica, Budapest, 1971 OCLC 967573689
- Ikonographie Nr. 2 für Solohorn und Kammerensemble, Editio Musica, Budapest, 1971 OCLC 13893292
- Studie für Männerchor, Text: Gedichte von Attila József, 1972 OCLC 842224582
- Assonanze per organo, Editio Musica, Budapest, 1973 OCLC 724174204
- Cantata Nr. 1 über Verse von Endre Ady für Baritonsolo, sechzehnstimmigen, gemischten Chor und Orchester, Editio Musica, Budapest, 1973 OCLC 724174274
- Chance für Klavier, Editio Musica, komponiert 1973, Editio Musica, Budapest, 1974 OCLC 165621986
- Microstructures für Klavier, komponiert 1973, Editio Musica, Budapest, 1974 OCLC 165622002
- Serenata für vier Harfen, komponiert 1973, Editio Musica, Budapest, 1975 OCLC 8072117
- Cantata Nr. 2 für doppelten, gemischten Chor und Orchester, Editio Musica, Budapest, 1974 OCLC 891221832
- Chamber music in memoriam Natalie et Serge Koussevitzky für zwei Klaviere und elf Solostreicher, Natalie Koussevitzky (1880–1942), Auftragswerk von Mrs. Serge Koussevizky (Olga Koussevizky) und der Koussevitzky Music Foundation der Library of Congress, Editio Musica, Budapest, 1974 OCLC 5362852 I Introduzione: Allegro molto II Canone alla prima: Andante III Prestissimo, tutti con sordino IV Developments: Andante V Double: Piu sostenuto
- Törpék és óriások  [Zwerge und Riesen], Suite für Klavier, Editio Musica, Budapest, 1974 OCLC 697264433 I Bárányfelhő [Schäfchenwolke] II Törpék és óriások  [Zwerge und Riesen] III Kis dobos [Kleiner Trommler] IV Téli mese [Wintermärchen] V Régi görög dallam [Alte griechische Melodie] VI Balatoni csónakosdal [Schifferlied vom Plattensee] VII Hangfürtök [Cluster] VIII Utójáték = [Nachspiel/Postludium]
- Varianti für Viola und Klavier, komponiert 1974, Editio Musica, Budapest, 1975 OCLC 495870607
- Halotti beszéd [Grabrede], Oratorium für Tenor, Bariton, gemischten Chor und Orchester,Editio Musica, Budapest, 1975 OCLC 9855920 Der Text des Oratoriums Halotti beszéd és könyörgés, Grabrede und Gebet, ist der älteste in ungarischer Sprache überlieferte Text. Er entstand zwischen 1192 und 1195 und ist im Codex Pray enthalten, der im Budapester Nationalmuseum aufbewahrt wird. Das Werk wurde 1976 beim Label Hungaroton vom Ungarischen Rundfunk- und Fernsehchor und den Budapester Sinfonikern unter der Leitung von György Lehel eingespielt. OCLC 803518950
- Turner illustrations für Violine solo und elf Instrumente, Editio Musica, Budapest, 1976 OCLC 1113211096 Das Werk wurde 1979 vom Geiger Erich Gruenberg (1924–2020) und den Budapester Sinfonikern unter der Leitung von György Lehel beim Label Hungaroton eingespielt. OCLC 899772690
- Pastorale für Männerchor, 1976 OCLC 909825808
- Moses, Oper, Musikdrama in drei Akten, Libretto: Zsolt Durkó, 1977 OCLC 642911770 OCLC 725517058 Auszüge des Werks wurden 1979 beim Label Hungaroton eingespielt. OCLC 8492435
- Acht Hornduos, Editio Musica und Boosey and Hawkes, komponiert, 1977, Budapest und London, 1979 OCLC 724794529
- Fünf Stücke für Tuba und Klavier, komponiert 1978,Editio Musica, Budapest, 1979 OCLC 699166068
- Movements für Tuba und Klavier, Editio Musica, Budapest, 1979 OCLC 724705578
- Refrains (1979) in memoriam Géza Szatmári für Violine und Kammerorchester OCLC 725517075, Editio Music, Budapest, 1983 OCLC 24310103 Das Werk wurde 1990 von der Geigerin Eszter Perényi (* 1943) beim Label Hungaroton eingespielt. OCLC 26213908
- Solosuite Nr.1 für Violoncello, Editio Musica, Budapest, 1979 OCLC 56169252 I Rapsodia II Polymorphia III Fuga IV Psicogramma e double
- Gyermekzene zongorára [Kindermusik für Klavier], Editio Musica, Budapest, 1979 OCLC 724761175 I Lydian melody II Lullaby III Free mirror melody IV Cuckoo V Pete's ditty VI Setar music VII Syncopation VIII Pear-tree IX Hommage à Bartók X Mixolydian melody XI The cricket's wedding
- Konzert für Klavier und Orchester, Editio Musica, Budapest, 1980
- Vier Dialoge für zwei Soloschlagzeuger und Orchester, Editio Musica, Budapest, 1980 OCLC 724777573
- Andromeda für Cembalo oder Orgel solo, Editio Musica und Boosey and Hawkes, Budapest und London, 1981 OCLC 724794529
- Rhapsodie für Orchester, zweite Fassung, Editio Musica, Budapest, 1981 OCLC 899796434
- Szentivárnéji zene [Mitternachtsmusik] für Gitarre, komponiert 1981 OCLC 1113312010
- Hang és fén [Ton und Licht] für Klavier, komponiert 1982, OCLC 475512845 Editio Musica, Budapest, 1983 OCLC 165843627 Das Werk wurde 1984 von der Pianistin Klára Körmendi beim Label Hungaroton auf der LP Kortárs szerzök zongoramüvei [Zeitgenössische Klaviermusik] eingespielt. OCLC 635156541
- Drei Essays für Klarinette und Klavier, Chester, London, 1983 OCLC 1200166561 I Poco sost II Vivace III Calmo, sustenutiss. Das Werk wurde 1989 vom Klarinettisten László Horváth und der Pianistin Klára Körmendiauf der CD XX. századi klarinétmuzsika [Klarinettenmusik des 20. Jahrhunderts] beim Label Hungaroton eingespielt. OCLC 154199535
- Quartina für Klavier, Chester, London, 1983 OCLC 472796167
- Claire obscure für Trompete und Orgel, komponiert 1984, J. & W. Chester, London, 1984 OCLC 894091139
- Impromptus in F für Kammerensemble, Chester, London, 1984 OCLC 725354685
- Drei Rondos für Klavier, komponiert, 1984, Editio Musica, Budapest, 1985 OCLC 150133076
- Sinfonietta für zehn Blechblasinstrumente (Horn, vier Trompeten, vier Posaunen und Tuba), 1985 OCLC 725108547 Das Werk wurde zwischen dem 4. und 6. Juni in der St. Luke’s Church in Hampstead vom Philip Jones Brass Ensemble unter der Leitung von Lionel Friend eingespielt und beim Label Chandos Records auf der CD PJBE finale : Philip Jones Brass Ensemble veröffentlicht. OCLC 18983189
- Ludus stellaris für Orchester mit variabler Besetzung, 1984 komponiert, Editio Musica, Budapest, 1986 OCLC 780595794 OCLC 472752659
- Téli zene [Wintermusik] für Horn und acht Instrumente, Editio Musica, Budapest OCLC 725517079 OCLC 729364497
- Klarinettensextett für fünf Klarinetten und Klavier, fünfte Klarinette als Bassklarinette ad libitum, Editio Musica, Budapest, 1988 OCLC 24392164 OCLC 725517065
- Laude für Orgel, Editio Musica, Budapest, 1988 OCLC 472757760
- Oktett für Holzblasinstrumente, 1988 OCLC 24231856
- Ornamenti Nr. 1 für Orchester, Editio Musica, Budapest, 1988 OCLC 472774107
- Divertimento für Gitarre,Editio Musica, Budapest, 1991 OCLC 26600728
- A gömb története zongora [Die Geschichte der Sphären], 60 Klavierstücken in 5 Suiten, Edition Music, Budapest, 1991 OCLC 922671112
- Drei englische Lieder für Sopran und Klavier OCLC 223873270 I My heart leaps up Text: William Wordsworth II The sick rose Text: William Blake III Ash Wednesday Text: T.S. Eliot
- Cantilene für Klavier und Orchester
- Fantasie und Postludium für Jugend- oder Amateurorchester, Editio Musica, Budapest OCLC 725105751
- Flautocapriccio für Flöte OCLC 60548512
- Illustrationen für Violine und Kammerorchester
- Résonances für Klarinette, Bassetthorn und Klavier OCLC 71197391I Équilibre II Résonances III Cloches IV Presto V Double (ad libitum) VI Mécanisme automatique VII Gestes
- Sechs Stücke für Gitarre OCLC 153885973
- Son et lumière für Klavier OCLC 661027503
- Széchenyi-Oratorium für Tenor und Bariton, gemischten Chor und Orchester OCLC 725111398
- Timbre images für Klavier zu zwei Händen, Leduc, Paris OCLC 300104541